# Iglesia Bautista Ebenezer
La Iglesia Bautista Ebenezer (en inglés: Ebenezer Baptist Church) es una megaiglesia bautista evangélica que tiene su sede en Atlanta, Georgia, Estados Unidos. Ella está afiliada a la Convención Bautista Nacional Progresista y las Iglesias Bautistas Americanas USA. Su líder es el pastor Raphael Warnock. 

## Historia

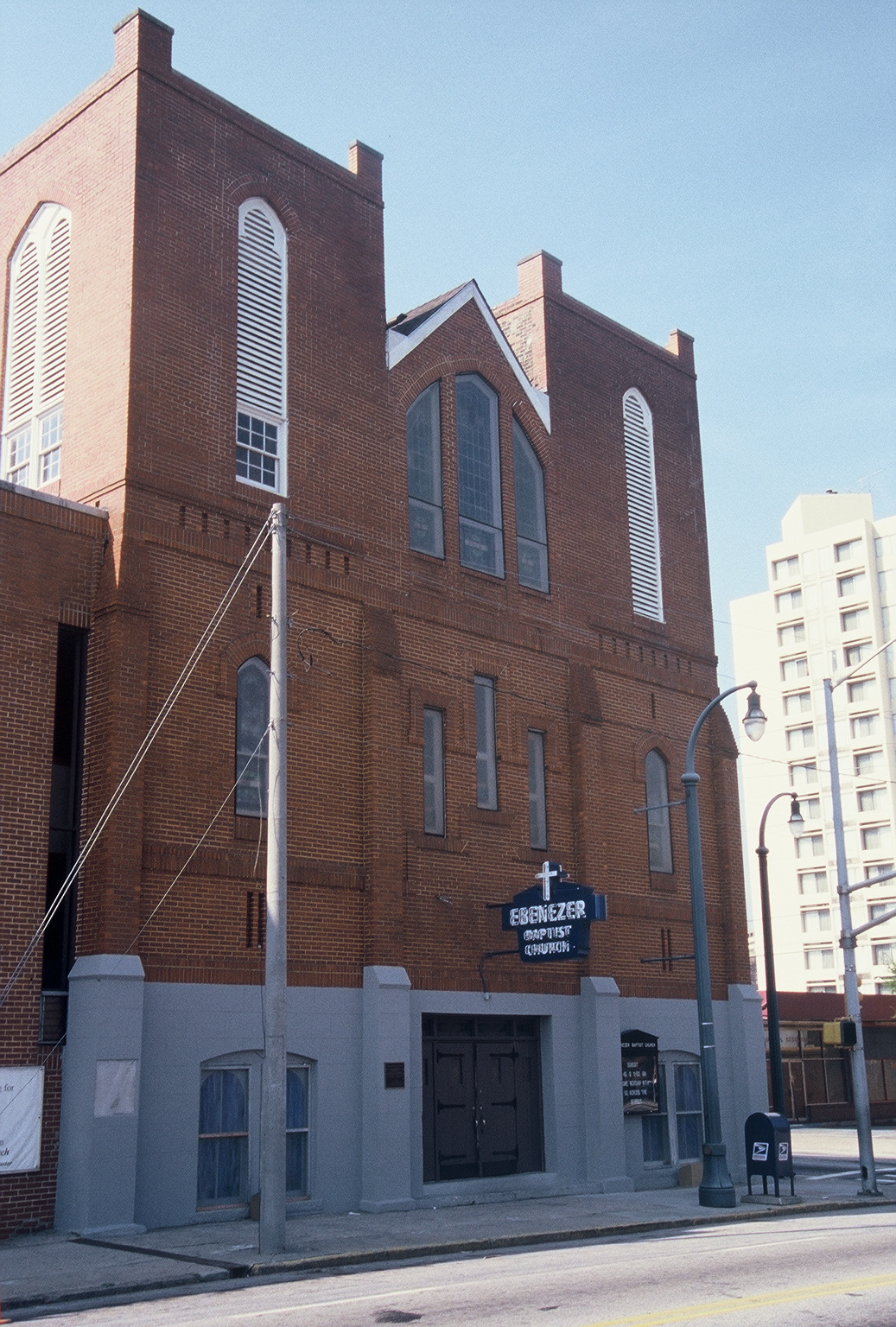
Primer edificio de la Iglesia.

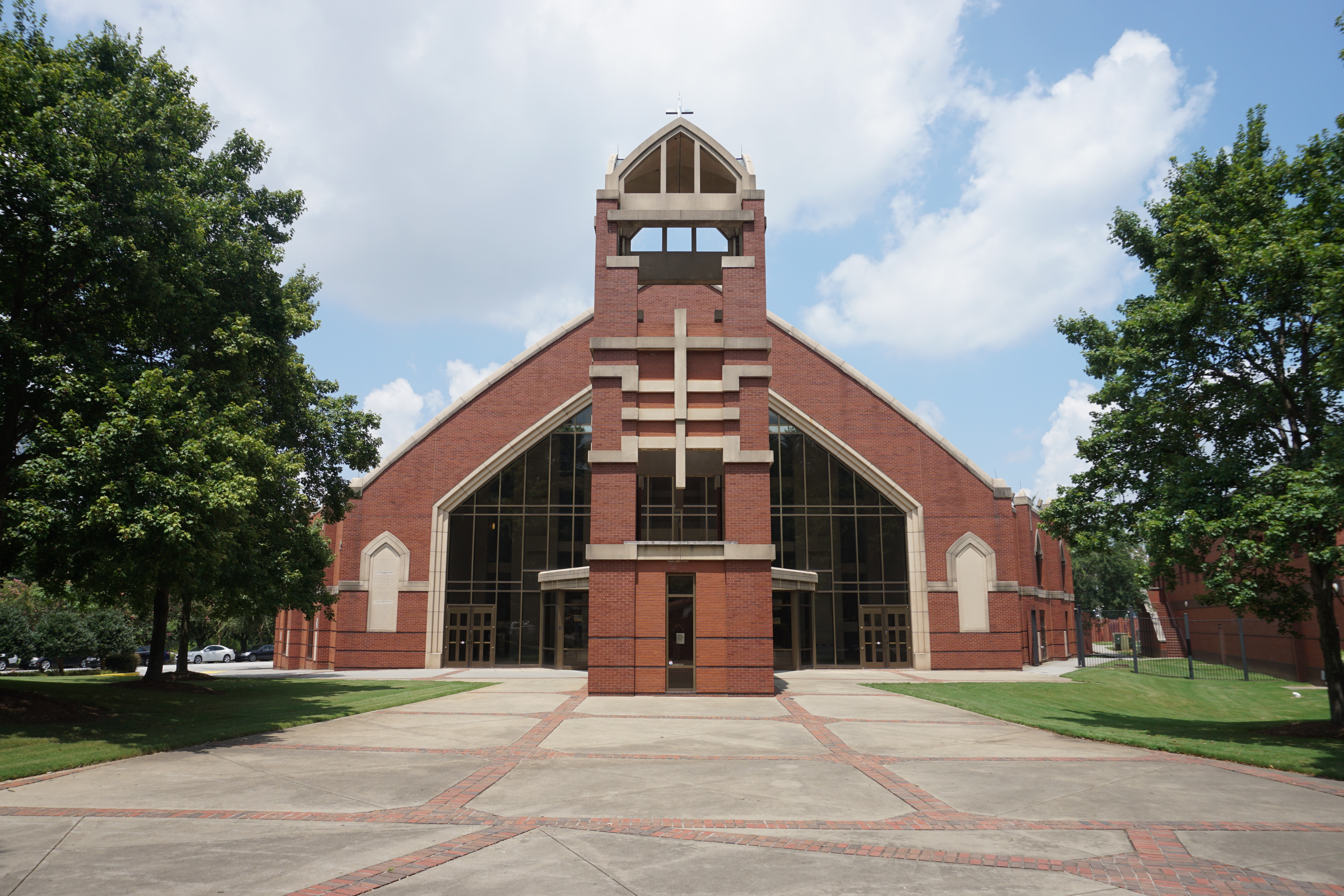
Santuario Horizonte en 2016.

La iglesia fue fundada en 1886 por el pastor John A. Parker y otras 8 personas. En 1913, la iglesia tenía 750 personas.  En 1922 se inauguró el edificio. En 1927, Martin Luther King Sr. se convirtió en pastor asistente, luego pastor principal en 1931. En 1960, Martin Luther King se convirtió en pastor asistente de la iglesia con su padre hasta 1968. En 1975, Joseph L. Roberts Jr. se convirtió en pastor principal. En 1999, hizo la dedicación de un nuevo edificio, llamado Santuario Horizonte, que incluía un auditorio de 1.700 asientos, en el sitio de Martin Luther King , Jr. Parque Histórico Nacional.  En 2005, Raphael Warnock se convirtió en pastor principal. En 2021, tenía 6.000 miembros.